# Prima battaglia di Wawer
La prima battaglia di Wawer fu combattuta il 19 e il 20 febbraio 1831 tra la Polonia e la Russia, ma non portò ad alcun risultato. Il 31 marzo, Jan Zygmunt Skrzynecki, comandante in capo della rivolta di novembre, conquistò una vittoria contro la Russia.